# Ausreißertest nach Walsh
Der Ausreißertest nach Walsh ist ein statistischer Test, mit dem Ausreißer in einer Stichprobe erkannt werden können. Er setzt keine bestimmte Häufigkeitsverteilung der Daten voraus und zählt deshalb zu den nichtparametrischen Verfahren. Entwickelt wurde der Test vom amerikanischen Statistiker John E. Walsh, der ihn 1950 erstmals beschrieb.
Der Ausreißertest nach Walsh ist nicht von dem Problem der meisten anderen Ausreißertests betroffen, die auf der Annahme einer Normalverteilung basieren und bei Stichproben, deren Werte beispielsweise lognormalverteilt sind, zu falsch-positiven Ergebnissen führen können. Voraussetzung für die Testanwendung ist allerdings ein Stichprobenumfang von mehr als 60 Werten für ein Signifikanzniveau von α=0,10 und von mehr als 220 Werten für α=0,05.
Darüber hinaus muss zur Durchführung des Tests die Zahl der angenommenen Ausreißer a priori angegeben werden. Die Nullhypothese des Tests ist die Annahme, dass alle Beobachtungen zur Stichprobe gehören und die Stichprobe somit keine Ausreißer enthält. Die Alternativhypothese ist demgegenüber, dass die der zur Testdurchführung angegebenen Zahl der angenommenen Ausreißer entsprechenden höchsten beziehungsweise niedrigsten Einzelwerte tatsächlich Ausreißer sind.

## Testdurchführung
| Nullhypothese                                                                                              | Alternativhypothese |
| --- | --- |
| {\displaystyle H_{0}^{\mathrm {min} }:} Die {\displaystyle r} kleinsten Werte gehören zu einer Verteilung. | {\displaystyle H_{1}^{\mathrm {min} }:} Die {\displaystyle r} kleinsten Werte gehören nicht zu einer Verteilung; sind also Ausreißer. |
| {\displaystyle H_{0}^{\mathrm {max} }:} Die {\displaystyle r} größten Werte gehören zu einer Verteilung.   | {\displaystyle H_{1}^{\mathrm {max} }:} Die {\displaystyle r} größten Werte gehören nicht zu einer Verteilung; sind also Ausreißer.   |

Folgende Berechnungsschritte werden durchgeführt:
- {\displaystyle c=\lfloor {\sqrt {2n}}\rfloor } mit {\displaystyle \lfloor x\rfloor } die größte ganze Zahl kleiner als {\displaystyle x} (abrunden),
- {\displaystyle k=c+r},
- {\displaystyle b={\sqrt {1/\alpha }}} und
- {\displaystyle a={\frac {1+b{\sqrt {\frac {c-b^{2}}{c-1}}}}{c-b^{2}-1}}}.

Gilt nun
- {\displaystyle x_{(r)}-(1+a)x_{(r+1)}+ax_{(k)}<0} dann kann die Nullhypothese {\displaystyle H_{0}^{min}:} zum Signifikanzniveau {\displaystyle \alpha } verworfen werden oder
- {\displaystyle x_{(n+1-r)}-(1+a)x_{(n-r)}+ax_{(n+1-k)}>0} dann kann die Nullhypothese {\displaystyle H_{0}^{max}:} zum Signifikanzniveau {\displaystyle \alpha } verworfen werden.

Der Wert {\displaystyle x_{(i)}} gibt dabei die {\displaystyle i} kleinste Beobachtung der Stichprobe an; siehe auch Rang (Statistik).
Da der Wert {\displaystyle a>0} sein muss, muss gelten: {\displaystyle \alpha >{\frac {1}{\lfloor {\sqrt {2n}}\rfloor -1}}}. Daher sind für ein Signifikanzniveau von {\displaystyle \alpha =10\,\%} mindestens 61 Beobachtungen erforderlich, für ein  Signifikanzniveau von {\displaystyle \alpha =5\,\%} mindestens 221 Beobachtungen.

## Beispiel
Wenn {\displaystyle n=75}, {\displaystyle \alpha =10\,\%} und {\displaystyle r=2} dann ist {\displaystyle c=12}, {\displaystyle k=14}, {\displaystyle b=3{,}1623}, {\displaystyle a=2{,}348}. D.h. wenn
- {\displaystyle x_{(2)}-3{,}348x_{(3)}+2{,}348x_{(14)}<0} dann wird {\displaystyle H_{0}^{min}:} verworfen bzw.
- {\displaystyle x_{(74)}-3{,}348x_{(73)}+2{,}348x_{(62)}>0} dann wird {\displaystyle H_{0}^{max}:} verworfen.

## Mathematischer Hintergrund
Walsh betrachtet eine lineare Kombination von Ordnungsstatistiken {\displaystyle X_{(i)}} der Form
{\displaystyle L=X_{(r)}-(1+a)X_{(j)}+aX_{(k)}} mit {\displaystyle 1<j<k} und {\displaystyle a>0}.
Wenn die Nullhypothese {\displaystyle H_{0}^{min}} gilt, dann folgt {\displaystyle j=r+1}, wenn die {\displaystyle Var(L)(1+o(1))} minimal sein soll. Gilt des Weiteren {\displaystyle E(L)=K{\sqrt {Var(L)(1+o(1))}}}, so folgt mittels der Tschebyscheff-Ungleichung:
{\displaystyle P(X_{(r)}-(1+a)X_{(r+1)}+aX_{(k)}<0)=P(L<0)=P\left({\frac {L-E(L)}{\sqrt {Var(L)}}}<-K+o(1)\right)\leq {\frac {1}{K^{2}}}+o(1)}.
Einige, nicht sehr restriktive, Voraussetzungen müssen jedoch erfüllt sein:
1. Wenn {\displaystyle Q(p)} die inverse Verteilungsfunktion der Grundgesamtheit bzw. {\displaystyle Q'(p)} deren erste Ableitung ist, dann muss für {\displaystyle r<s} (allenfalls mit {\displaystyle o({\sqrt {n}})}) unter {\displaystyle H_{0}} gelten
  - {\displaystyle E(X_{(r)})=Q\left({\frac {s}{n+1}}\right)-{\frac {s-r}{n-1}}Q'\left({\frac {s}{n+1}}\right)(1+o(1))},
  - {\displaystyle Var(X_{(r)})={\frac {r}{(n+1)^{2}}}\left(Q'\left({\frac {s}{n+1}}\right)\right)^{2}(1+o(1))},
  - {\displaystyle Var(X_{(s)})={\frac {s}{(n+1)^{2}}}\left(Q'\left({\frac {s}{n+1}}\right)\right)^{2}(1+o(1))},
  - {\displaystyle Cov(X_{(r)},X_{(s)})={\frac {r}{(n+1)^{2}}}\left(Q'\left({\frac {s}{n+1}}\right)\right)^{2}(1+o(1))} sowie
  - analogen Bedingungen für {\displaystyle n+1-r} und {\displaystyle n+1-s}.
2. Für {\displaystyle \lfloor {\sqrt {2n}}\rfloor >K^{2}+1} können die {\displaystyle o(1)} Terme vernachlässigt werden und es ergibt sich dann {\displaystyle k-r\leq {\sqrt {2n}}}.